# Jules-Antoine Castagnary

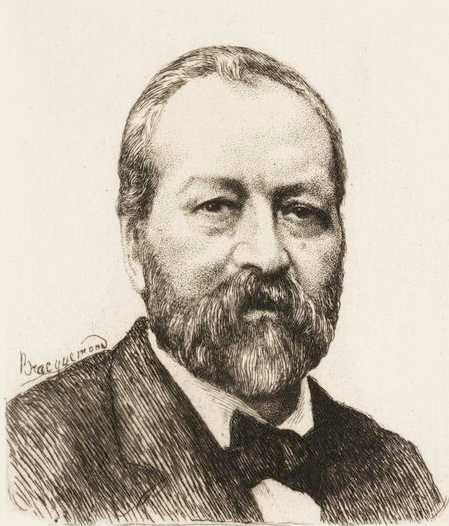
Jules Castagnary, droge naald ets van Félix Bracquemond

Jules-Antoine Castagnary (Saintes, 11 april 1830 - Parijs, 11 mei 1888) was een Franse jurist, journalist, kunstcriticus en politicus. 

## Biografie
Jules-Antoine Castagnary vestigde zich in 1849 in Parijs om er rechten te studeren. Hij was niet van rijke afkomst en kon zijn rechtenstudies niet afmaken, niettemin was hij hoofdklerk bij een advocaat vanaf 1854. Zoals veel jonge intellectuelen betreurde hij de staatsgreep van 2 december 1851, de aanloop naar het Tweede Franse Keizerrijk en door de censuur wordt zijn interesse in de kunst en kunstgeschiedenis gewekt, omdat hij daarin een opening ziet om toch commentaar op de totaliteit van de samenleving te geven. Hij beschreef dit zelf in de inleiding van zijn Philosophie du Salon de 1857 (Préface iii)
Dans ce livre, il n'est question que de beaux-arts. Mais, en vertu de ce qui vient d'être dit, nier ou affirmer en matière d'art, c'est argumenter et conclure non seulement pour l'Esthétique, mais encore pour la Religion, la Philosophie, la Morale, la Politique et le reste : la partie est aussi grande que le tout.— 
Hij kreeg zijn eerste Parijse opdracht van La Revue Moderne, een tijdschrift van Saint-simonistische strekking, voor het verslaan van het Parijse Salon van 1857. In het boek dat resulteert uit zijn observaties op het Salon, Philosophie du Salon de 1857, breekt hij het academisme af tot op de grond. Het "onzichtbare", de thema's van het Classicisme en het academisme zoals het religieuze, het mythologische, het historische, zullen vervangen worden door de weergave van het "zichtbare", landschappen en genrestukken. Hij is dus duidelijk een fervent aanhanger van het realisme hoewel hij zelf de term naturalisme prefereert. Het is een kunst die direct en democratisch met de massa communiceert. Hij prees de werken van Jean-Baptiste Corot, Théodore Rousseau en Charles-François Daubigny, allen leden van de school van Barbizon. Over Gustave Courbet had hij in 1857 nog grote reserves, maar toen hij hem in 1860 persoonlijk ontmoette werden ze beste vrienden en zal hij Courbet door dik en dun verdedigen. 
Van 1861 tot 1864 werkt hij achtereenvolgens voor de tijdschriften L'Audience (1858), L'Opinion nationale (1860), Le Mouvement (1862) en La Nouvelle Revue de Paris(1864). Ondertussen schreef hij van 1861 tot 1865 ook voor het weekblad Le Courier du dimanche. 
In 1865 wordt hij hoofdredacteur van Le Nain jaune, een politiek blad van liberale strekking, en heeft in die periode meerdere aanvaringen met de censuur wat hem uiteindelijk een gevangenisstraf van twee weken opleverde in de gevangenis van Sainte-Pélagie in Parijs in februari 1866. In november 1867 stapte hij op bij Le Nain jaune en gaat hij aan de slag bij de krant l'Époque. Van 1868 tot 1879 zal hij nog bijdragen leveren voor de krant Le Siècle.
Na de val van Napoleon III komt Jules Castigny als naaste medestander van Léon Gambetta en antiklerikale republikein in een voor hem gunstig politiek klimaat terecht. Hij wordt verkozen tot lid van de gemeenteraad van het 15e arrondissement in november 1874. Hij blijft die functie bekleden tot in 1879 wanneer hij benoemd werd in de Conseil d'État als raadgever of conseiller d'État. Uiteindelijk zal hij van 1887 tot zijn overlijden in 1888 de functie van directeur des Beaux-Arts waarnemen.

## Impressionisme
Zoals eerder gezegd was Jules Castagnary, een aanhanger van her realisme. Hij was van mening dat de kunst de pracht van de natuur en onze zintuiglijke waarneming daarvan moest uitbeelden. Met die opvatting was hij een wegbereider voor de impressionisten die hij trouwens steeds positief beoordeeld had. Nadat Louis Leroy de term "impressionisme" gebruikt had in zijn satirisch artikel van 25 april 1874 in Le Charivari over het werk Impression, soleil levant van Claude Monet getoond op de eerste tentoonstelling van de impressionisten, publiceerde Jules Castagnary op 29 april in Le Siecle een artikel onder de titel Exposition du boulevard des Capucins.
Na een lovende kritiek op een aantal van de deelnemers met onder meer Camille Pissarro, Claude Monet, Alfred Sisley, Pierre-Auguste Renoir, Edgar Degas en Berthe Morisot, gaat hij verder met de volgende paragraaf: 
Les vues communes qui les réunissent en groupe et en font une force collective au sein de notre époque désagrégée, c'est le parti pris de ne pas chercher le rendu, de s'arrêter à un certain aspect général. L'impression une fois saisie et fixée, ils déclarent leur rôle terminé. La qualification de Japonais, qu'on leur a donnée d'abord, n'avait aucun sens. Si l'on tient à les caractériser d'un mot qui les explique, il faudra forger le terme nouveau d'impressionnistes. Ils sont impressionnistes en ce sens qu'ils rendent non le paysage, mais la sensation produite par le paysage. Le mot même est passé dans leur langue : ce n'est pas paysage, c'est impression que s'appelle au catalogue le Soleil levant de M. Monet. Par ce côté, ils sortent de la réalité et entrent en plein idéalisme.— 
 Castagnary was dus niet de eerste die de term impressionisme gebruikte voor de nieuwe schilderstijl, maar hij was wel de eerste die hempositief gebruikte.
Jules-Antoine Castagnary werd na zijn overlijden in 1888 bijgezet op het Cimetière de Montmartre.

## Werken
- Philosophie du salon de 1857, 1858
- Les Artistes au XIXe siècle : Salon de 1861, 1861
- Grand Album des Expositions de peinture et de sculpture. 69 tableaux et statues, 1863
- Les Libres Propos, 1864
- Le Bilan de l'année 1868, politique, littéraire, dramatique, artistique et scientifique, (samen met Paschal Grousset, Arthur Ranc and Francisque Sarcey), 1869
- Les Jésuites devant la loi française, 1877
- Exposition des œuvres de G. Courbet à l'École des Beaux-Arts en mai 1882, 1882 (tentoonstellingscatalogus)
- Gustave Courbet et la colonne Vendôme : plaidoyer pour un ami mort, 1883
- Salons, préface d'Eugène Spuller, 2 vol., 1892, Tome I : 1857-1870. Tome II : 1872-1879.

## Weblinks
- Portret van Jules-Antoine Castagnary door Gustave Courbet